# Тони Морисън
Тони Морисън (на английски: Toni Morrison) е американска писателка.
Нейните романи са известни със своята епична тематика, жив диалог и детайлно развити герои. Най-известни сред тях са „The Bluest Eye“ (1970), „Sula“ (1973), „Песента на Соломон“ („Song of Solomon“, 1977) и „Възлюбена“ („Beloved“, 1987). Тя е автор и на либретото на операта „Margaret Garner“ (2005).
За романа „Възлюбена“ получава наградата „Пулицър“ за художествена литература през 1988 година и Нобелова награда за литература през 1993 г. През 2012 г. е наградена с Президентския медал на свободата.

## Биография

### Детство и образование
Тони Морисън е родена на 18 февруари 1931 г. в Лорейн, щата Охайо, с името Клоуи Антъни Уофорд. Тя е второто от четири деца в работническо афроамериканско семейство. Като дете чете много, а сред любимите ѝ автори са Джейн Остин и Лев Толстой. Нейният баща ѝ разказва много народни приказки, които оказват влияние върху по-късните и работи. На дванадесетгодишна възраст тя става католичка и е кръстена с името Антъни, което става основа на по-късния ѝ псевдоним Тони.
През 1949 година Тони Морисън постъпва в Хоуърдовия университет във Вашингтон, където през 1953 година получава бакалавърска степен по англицистика. През 1955 година защитава магистърска степен по англицистика в Университет „Корнел“ с дипломна работа върху самоубийството в произведенията на Уилям Фокнър и Вирджиния Улф.

### Преподавателска дейност
След дипломирането си Тони Морисън става преподавател по англицистика в Тексаския южен университет в Хюстън (1955 – 1957), по-късно се връща като преподавател в Хоуърдовия университет.

### Смърт
Умира на 5 август 2019 г. в Ню Йорк след усложнения от пневмония.

## Произведения

### Романи
- The Bluest Eye (1970)
- Sula (1973)
- Song of Solomon (1977)
Песента на Соломон.   София, Профиздат, 1984. с. 312. (превод на Мадлена Евгениева)
- Tar Baby (1981)
Бог да бди над детето.   София, ИК „Обсидиан“, 2015. с. 184. (превод на Любомир Николов)
- Beloved (1987)
Възлюбена.   София, Народна култура, 1993. с. 270. (превод на Жаклина Хаимова)
- Jazz (1992)
Джаз.   София, Весела Люцканова, 1995. с. 224. (превод на Анна Христова)
- Playing in the Dark (1993)
- Paradise (1999)
- Love (2003)

### Пиеси
- Dreaming Emmet (поставена 1986)

### Други
- The Black Book (1974)
- Remember:The Journey to School Integration (2004)